# Nationaal Monument 'De Nederlandse Maagd'

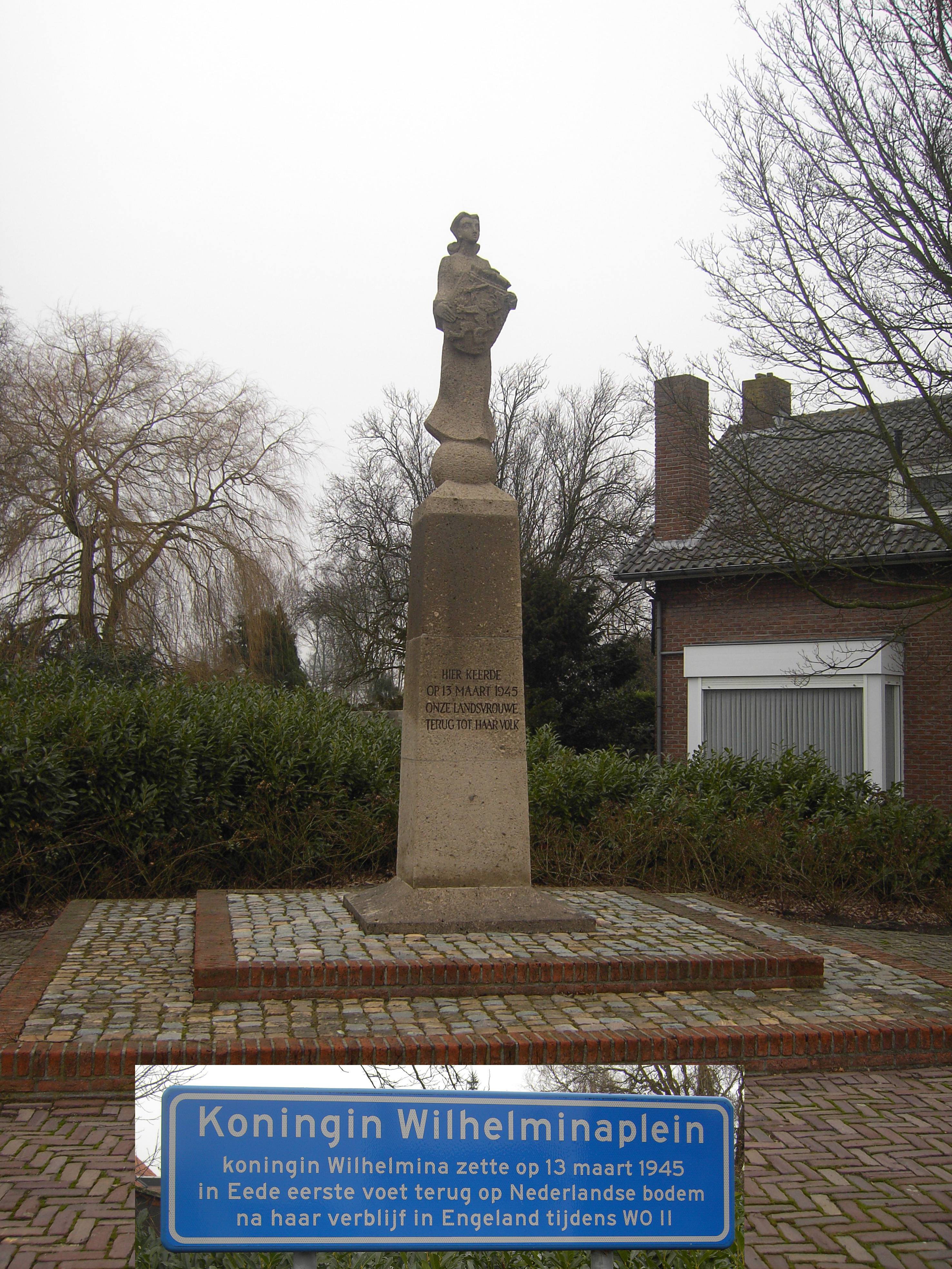
Het monument

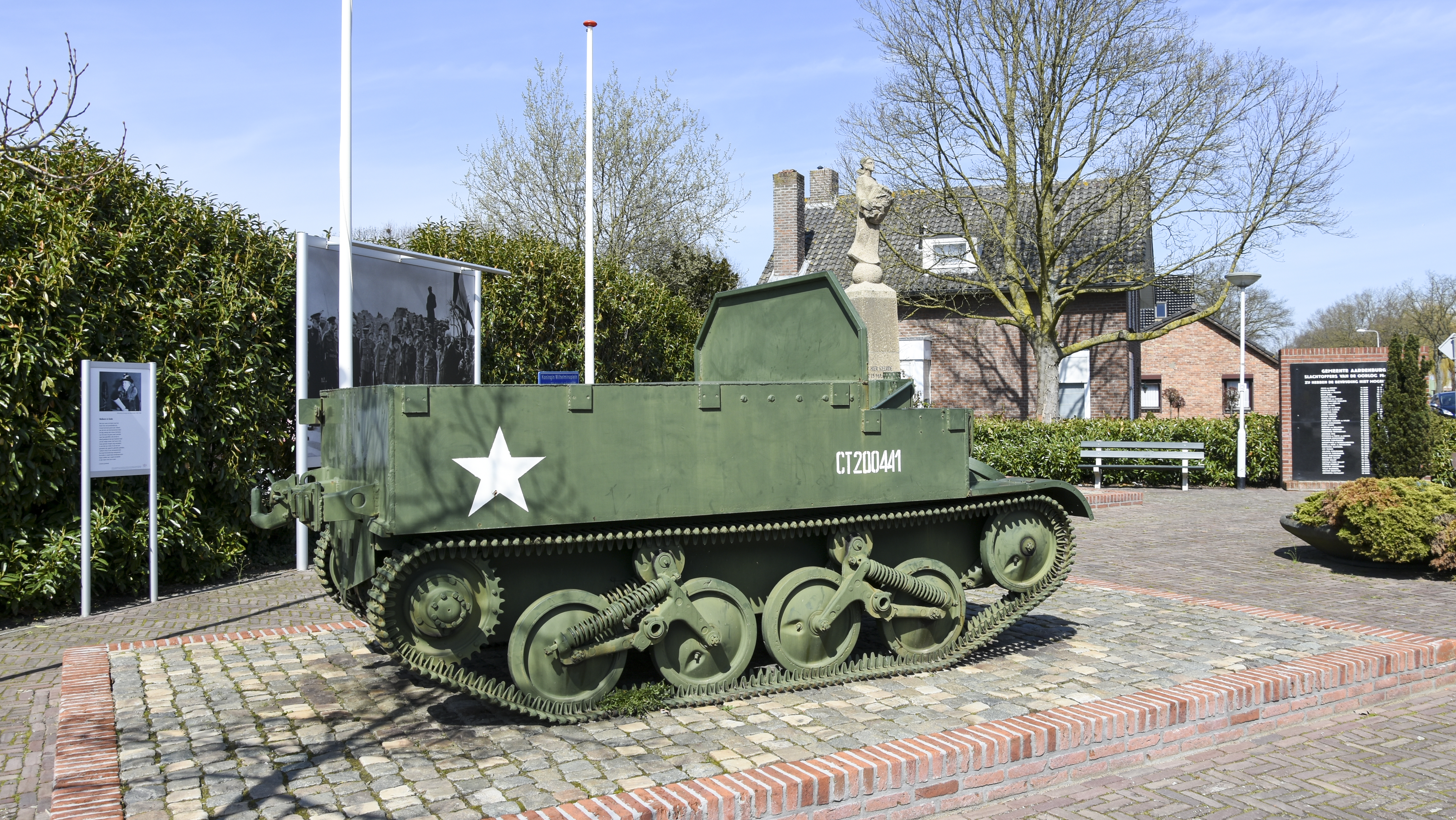
Het monument met een Bren carrier op de voorgrond

Het Nationaal Monument De Nederlandse Maagd staat in het Zeeuws-Vlaamse Eede en werd daar geplaatst ter herinnering aan het feit dat op 13 maart 1945 koningin Wilhelmina voor het eerst sinds haar vertrek naar Londen weer voet op Nederlandse bodem zette.

## Achtergrond
Op 13 mei 1940, drie dagen nadat Duitse troepen Nederland waren binnengevallen, nam koningin Wilhelmina op de Britse destroyer 'H.M.S. Hereward' de wijk naar Engeland. Hier zou ze gedurende de rest van de Nederlandse bezetting in ballingschap blijven. Nadat het zuiden van Nederland in de zomer van 1944 was bevrijd, werden plannen gemaakt om de koningin een bezoek te laten brengen aan de bevrijde gebieden. Deze plannen konden in maart 1945 worden gerealiseerd. Vanuit het eveneens bevrijde België stapte de vorstin op 13 maart bij Eede de Belgisch-Nederlandse grens over. Later zou ze in haar autobiografie Eenzaam maar niet alleen deze gebeurtenis beschrijven als een van de grootste gebeurtenissen uit mijn leven.

## Het beeld
Na de oorlog ontstonden al spoedig plannen om de gebeurtenis te herdenken met een monument. Begin jaren vijftig werd daartoe een opdracht gegeven aan beeldhouwer Peter Roovers (1902-1993). Hij ontwierp een zuil met daarop een staande Nederlandse Maagd die het Nederlandse Rijkswapen in haar handen draagt. De zuil is drie meter hoog, het beeld erop 1 meter 80. Roovers zelf omschreef het beeld als volgt:
Als ergens iets bijzonders gebeurd is, en men wil dat niet vergeten, dan zou men, primitief gedacht, een paal in de grond slaan en er het feit op vermelden - Hier gebeurde het. - Zo in Eede, een grote paal (in dit geval een obelisk), met als versiering een meisjesfiguur, die het koninklijk wapen naar Nederland terugbrengt.
Op de sokkel valt te lezen: HIER KEERDE OP 13 MAART 1945 ONZE LANDSVROUWE TERUG TOT HAAR VOLK. Het beeld werd op 13 maart 1954 onthuld door koningin Juliana.

## Latere toevoegingen
In 1984 zijn drie onderdelen aan het monument toegevoegd: een geallieerd rupsvoertuig, een plaquette met de namen van de Canadese regimenten die hier vochten en een plaquette met de namen van veertig oorlogsslachtoffers uit de toenmalige gemeente Aardenburg. In maart 2005 vonden in Eede diverse activiteiten plaats in het kader van de 60-jarige herdenking van de grensoverschrijding door Koningin Wilhelmina.